# Energetski sistem Slovenije
Energetski sistem Slovenije zajema vse pravne osebe (inštitucije in družbe), ki delujejo na področju energetike v Sloveniji. 
Sem spadajo tudi državne ustanove, ki skrbijo, urejajo, izvajajo, nadzorujejo in narekujejo delovanje celotnega energetskega sistema. Zaradi slovenskega članstva v Evropski uniji imajo velik vpliv na oblikovanje in delovanje sistema tudi evropske inštituticije. 

## Politične ustanove
- Podpredsednik Evropske komisije za energijsko unijo (EU)
- Evropski komisar za podnevne ukrepe in energijo (EU)
- Agencija za koordinacijo energetskih regulatorjev (EU)
- Direktorat za energijo, Ministrstvo Republike Slovenije za infrastrukturo (SLO)
- Agencija Republike Slovenije za energijo (SLO)
- Energetska agencija za Podravje (SLO)
- Tržni inšpektor Republike Slovenije, Ministrstvo za gospodarski razvoj in tehnologijo Republike Slovenije (SLO)

## Predstavniki delodajalcev in delavcev
- Energetska zbornica Slovenije
- Sindikat delavcev dejavnosti energetike Slovenije

## Sistema pravnih oseb
Glede na osnovno dejavnost, se energetski sistem deli na dva glavna dela:
- elektroenergetski sistem Slovenije
- sistem zemeljskega plina Slovenije

## Izobraževalno-raziskovalne ustanove
- Elektroinštitut Milan Vidmar
- Inštitut Jožef Stefan
- Fakulteta za elektrotehniko v Ljubljani
- Fakulteta za elektrotehniko, računalništvo in informatiko v Mariboru
- Fakulteta za energetiko v Krškem
- Izobraževalni center energetskega sistema

## Druge ustanove
- Zveza potrošnikov Slovenije
- Statistični urad Republike Slovenije
- Elektrotehniška zveza Slovenije
- Slovenski forum elektroenergetikov
- Gospodarsko interesno združenje za distribucijo zemeljskega plina
- Tehnološka platforma za elektroenergetska omrežja
- PIES - Posvetovanje informatikov energetikov Slovenije
- Eko sklad

## Zakonodaja
- Energetski zakon
- Energetski koncept Slovenije